# Безумный Сесил Б.
«Безумный Сесил Б.» (англ. Cecil B. Demented) — американская комедия 2000 года режиссёра Джона Уотерса. В главной роли снялась Мелани Гриффит, героиню которой захватывает в плен банда террористов-кинорежиссёров; они хотят снять её в главной роли своего андеграундного кино. Каждый член банды имеет татуировку с именем одного из реальных кинорежиссёров.
Имя главного героя Cecil B. Demented — отсылка к имени знаменитого голливудского кинорежиссёра Сесиля Б. Демилля (англ. Cecil B. DeMille). Фильм частично основан на похищении Патрисии Херст, которая появилась в фильме в одной из ролей.
За исполнение роли Хани Уитлок Мелани Гриффит была номинирована на анти-премию «Золотая малина» в категории «Худшая актриса года», однако проиграла Мадонне.

## Сюжет
«Безумный Сесил Б.» — подпольный кинорежиссер и кумир банды кинонеформалов. Он хочет снять свой фильм, выразив тем самым протест Голливуду и его гламурным фильмам. Он организовывает похищение знаменитой голливудской киноактрисы Хани Уитлок, которая по сюжету фильма должна устраивать погромы в кинотеатрах, где идут голливудские хиты, и организовывать прочие дебоши в общественных местах. Вынужденная играть в картине, которая снимается в «максимально близком к реальности» стиле, она постепенно становится похожей на других актеров-камикадзе и одним из убежденных солдат войны против плохого кино.

## В ролях
- Мелани Гриффит — Хани Уитлок
- Стивен Дорфф — Санклер Стивенс/Безумный Сесил Б., режиссер (Отто Преминджер)*
- Алисия Уитт — Чериш, актриса (Энди Уорхол)*
- Эдриан Гренье — Лайл, актер (Хершел Гордон Льюис)*
- Лоренс Гиллиард-мл. — Льюис, арт-директор (Дэвид Линч)*
- Мэгги Джилленхол — Рэйвен, визажист (Кеннет Энгер)*
- Джек Носворти — Родни, стилист (Педро Альмодовар)*
- Майкл Шеннон — Пити, водитель (Райнер Вернер Фассбиндер)*
- Эрик М. Барри — Фиджет, художник по костюмам (Уильям Касл)*
- Зензеле Узома — Шардоне, композитор (Спайк Ли)*
- Эрика Линн Рапли — Пэм, оператор (Сэм Пекинпа)*
- Харриет Додж — Дайна, продюсер (Сэмюэл Фуллер)*
- Минк Стоул — Миссис Сильвия Мэллори
- Патрисия Херст — Либби, мать Фиджета
- Рики Лейк — Либби, ассистентка Хани
- Джеффри Вэй — Уильям
- Эрик Робертс — бывший муж Хани
- Кевин Нилон — камео
- Розанна Барр — камео

*Имя режиссёра, вытатуированное на персонаже.

## Релиз
Премьера фильма состоялась впервые на Каннском кинофестивале 17 мая 2000 года; показ картины в кинотеатрах США (ограниченный прокат в Балтиморе) начался 11 августа того же года.

## Критика
Американский кинокритик Роджер Эберт поставил фильму всего полторы звезды, отметив, что это «обычное домашнее видео [c] дурачащимися детьми в главных ролях». В то же время Питер Трэверс из Rolling Stone описал фильм как типично Уотерсовский, снятый с юмором и хитростным сюжетом.
На сайте Rotten Tomatoes фильм имеет всего 53 % рейтинга «свежести», основанных на 80 рецензиях, а также пользовательские 3.4/5 баллов. На портале Metacritic средний рейтинг фильма составляет 57 из 100 основе 32 обзоров.

## Кассовые сборы
Фильм полностью провалился в прокате; при бюджете в 10 млн долларов, картина еле собрала всего 2 миллиона.